# Lubomír Ledl
Lubomír Ledl (23. července 1952 Zlín – 20. května 2021) byl český levicový politik, za normalizace funkcionář SSM, po sametové revoluci československý poslanec Sněmovny národů Federálního shromáždění za KSČ, pak za KSČM, později místopředseda Strany demokratického socialismu, v letech 2010 až 2014 zastupitel Hlavního města Prahy.

## Biografie
V mládí cestoval, vzhledem k zaměstnání svého otce strávil dětství v Praze, Varšavě, rodném Zlíně i v Tunisku. Vystudoval Právnickou fakultu Univerzity Karlovy a působil v mezinárodních mládežnických organizacích. Byl vedoucím oddělení rozvojových zemí Ústředního výboru SSM a po tři roky pracoval v Budapešti ve Světové federaci mládeže. Od roku 1985 tajemník ÚV SSM pro mezinárodní činnost. Počátkem roku 1989 se stal místopředsedou výboru československé veřejnosti pro lidská a občanská práva. Ovládal sedm jazyků.
Ve volbách roku 1990 zasedl do české části Sněmovny národů Federálního shromáždění (volební obvod Praha) za KSČ (KSČS), která v té době byla volným svazkem obou republikových komunistických stran. Po jejím postupném rozvolňování se rozpadla na samostatnou stranu na Slovensku a v českých zemích. V roce 1991 proto Ledl přešel do poslaneckého klubu KSČM. Ve Federálním shromáždění setrval do voleb roku 1992.
V letech 2006–2010 byl členem ZMČ Praha 10 za KSČM, kde působil na postu předsedy kontrolního výboru. Byl členem Centra teoretických a strategických studií KSČM a tajemníkem Česko-čínské obchodní a průmyslové komory. Zastával post místopředsedy Strany demokratického socialismu. Ta spolupracuje s KSČM a umisťuje své kandidáty na její kandidátní listiny. Ledl za KSČM kandidoval ve volbách do Evropského parlamentu roku 2009, ale nacházel se až na 15. místě kandidátní listiny a nebyl zvolen. V senátních volbách roku 2010 se pokoušel o zvolení za člena horní komory českého parlamentu za Senátní obvod č. 22 – Praha 10, coby kandidát Strany demokratického socialismu navržený KSČM. Obdržel ale jen necelých 6 % a nepostoupil do 2. kola.
Ve volbách do Zastupitelstva hl. m. Prahy v roce 2010 byl zvolen členem ZHMP na kandidátce KSČM pro období 2010–2014. Byl členem klubu zastupitelů KSČM. V komunálních volbách v roce 2014 se pokoušel jako člen SDS na kandidátce KSČM obhájit post zastupitele Hlavního města Prahy, ale neuspěl (stal se pouze prvním náhradníkem). Zato se však stal zastupitelem Městské části Praha 10.
Ve volbách do Evropského parlamentu v roce 2014 kandidoval jakožto člen Strany demokratického socialismu na 8. místě kandidátky KSČM, ale neuspěl.
Ve volbách do Senátu PČR v roce 2014 kandidoval jakožto člen Strany demokratického socialismu za KSČM v obvodu č. 21 – Praha 5. Se ziskem 4,02 % hlasů skončil na 7. místě a nepostoupil tak ani do druhého kola. V komunálních volbách v roce 2018 kandidoval jako člen SDS na kandidátce KSČM do Zastupitelstva hlavního města Prahy, ale neuspěl (strana se do zastupitelstva vůbec nedostala). Neobhájil ani mandát zastupitele městské části Praha 10.
Ve volbách do Evropského parlamentu v květnu 2019 kandidoval jako člen SDS na 10. místě kandidátky KSČM, ale nebyl zvolen.
Bydlel v Praze 10, byl rozvedený, měl dvě děti.